# أليكساندرو بالوتا
أليكساندرو بالوتا (بالرومانية: Alexandru Băluță) هو لاعب كرة قدم روماني في مركز نصف الجناح، ولد في 13 سبتمبر 1993 في كرايوفا في رومانيا. شارك مع منتخب رومانيا تحت 17 سنة لكرة القدم ومنتخب رومانيا تحت 21 سنة لكرة القدم ومنتخب رومانيا لكرة القدم. أما مع النوادي، فقد لعب مع بوشكاش أكاديميا وسلافيا براغ وفيتورول كونستانتا ونادي سلوفان ليبيريتس ونادي يونيفيرسيتاتيا كرايوفا.

## وصلات خارجية
- أليكساندرو بالوتا على موقع الاتحاد الأوربي (الإنجليزية)
- أليكساندرو بالوتا على موقع قاعدة بيانات كرة القدم.إي يو (الإنجليزية)
- أليكساندرو بالوتا على موقع ناشيونال فوتبول تيمز (الإنجليزية)
- أليكساندرو بالوتا على موقع Soccerway.com (الإنجليزية)